# Осинівка (Приморський край)

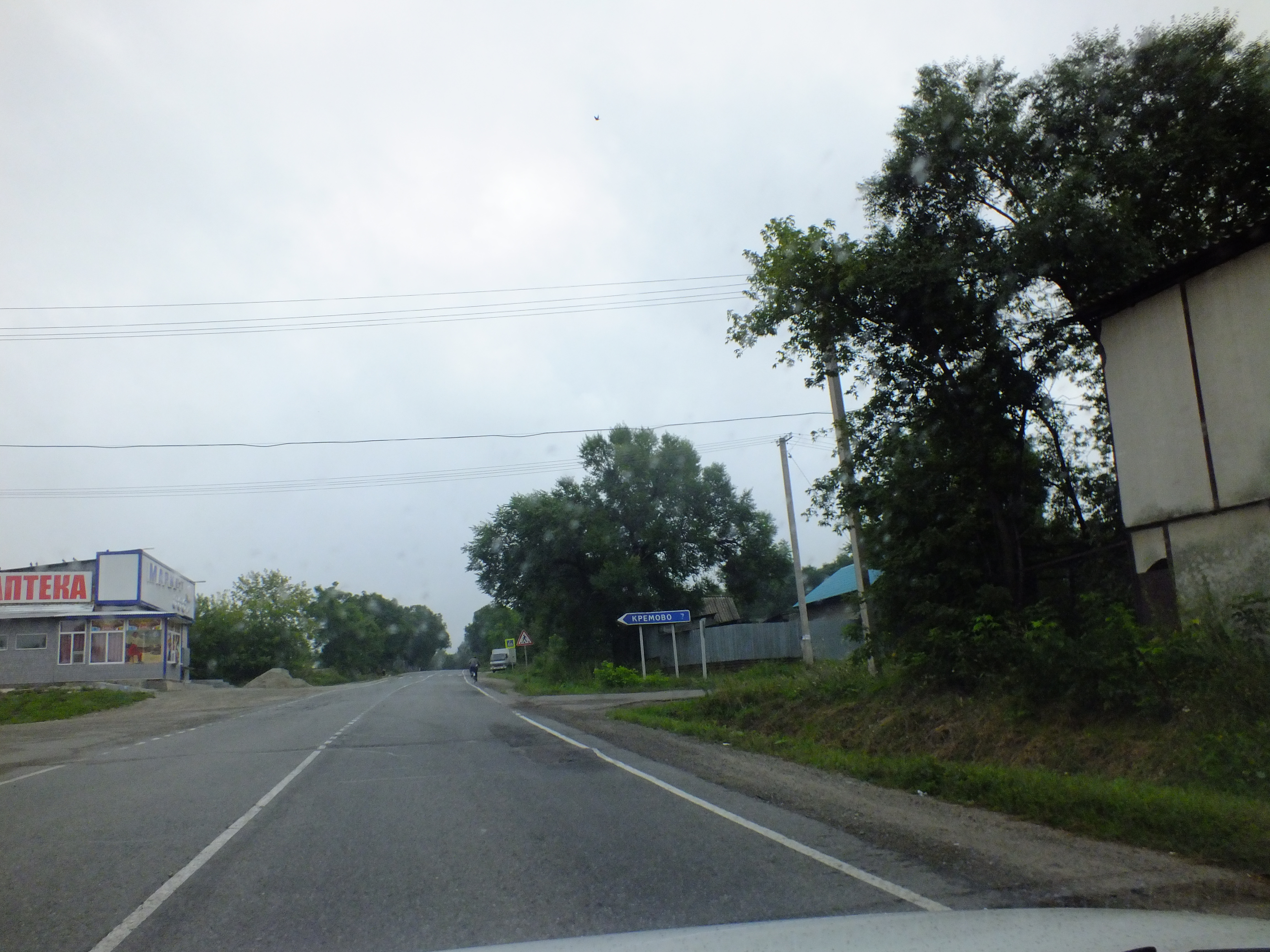
Село Осинівка, на перехресті вулиць до села Кремове.

43°58′00″ пн. ш. 132°14′00″ сх. д. / 43.966666666667° пн. ш. 132.23333333333° сх. д.
Осинівка — село в Михайлівському районі Приморського краю, центр Осиновського сільського поселення, куди також входить село Данилівка.

Населення — 
| 1897 | 1900  | 1912  | 1915  | 1926  | 2002  | 2010  |
| ---- | ----- | ----- | ----- | ----- | ----- | ----- |
| 1220 | ↗1304 | ↗2047 | ↗2467 | ↗2881 | ↘1672 | ↘1491 |

 чол. (
| 1897 | 1900  | 1912  | 1915  | 1926  | 2002  | 2010  |
| ---- | ----- | ----- | ----- | ----- | ----- | ----- |
| 1220 | ↗1304 | ↗2047 | ↗2467 | ↗2881 | ↘1672 | ↘1491 |

).

## Історія
Вперше про село Осинівка згадується у 1879 році, але люди проживали на цій території набагато раніше. Тут виявлено стоянки стародавніх людей, які мешкали 10—15 тисяч років тому. Вони вміли робити знаряддя праці з річкової гальки, дома їх стоянки виявили примітивні ножі, скребки та інші предмети.
У 1920 роках тут діяла українська кооперативна громад, яку очолював український громадський діяч Божко Іван.